# Esteban Gabrielópulo
Esteban Gabrielópulo (en griego: Στέφανος Γαβριηλόπουλος, murió 1332/1333) fue un poderoso magnate de Tesalia, cuando era un estado independiente. Prometió lealtad al Imperio bizantino y fue recompensado con el título de sebastocrátor.

## Biografía
Después que el gobernante tesalio Juan II Ducas murió en 1318 sin un heredero varón, el Imperio bizantino decidió aprovechar el vacío de poder en la región. Las tropas bizantinas bajo Juan Cantacuceno ocuparon el norte de Tesalia, mientras que los catalanes del Ducado de Atenas se trasladaron a la parte sur de la región. El centro de Tesalia se convirtió en un campo de batalla para varios de los magnates locales, que competían entre sí y pedían a los dos estados su ayuda. Uno de los que pidió el apoyo bizantino fue Gabrielópulo, que poseía muchas propiedades en el oeste de Tesalia, así como en partes del suroeste de Macedonia, sus tierras abarcaban desde Tríkala hasta Kastoria. En algún momento entre 1318 y 1325, reconoció la soberanía bizantina y recibió a cambio el título de sebastocrátor. Así se convirtió de hecho en el gobernante de la mayor parte de Tesalia, en nombre del emperador bizantino, pero preservando mucha de la autonomía local. Sus posesiones incluyeron las ciudades y fortalezas de Tríkala, Fanar, Stagoi, Damasis y Elasson. Después de su muerte en 1332/1333, sin embargo, sus herederos empezaron disputas entre sí, dando lugar a una invasión por el gobernante epirota Juan II Orsini, mientras que los bizantinos bajo Andrónico III Paleólogo se trasladaron y establecieron un control directo sobre la parte norte y este de la región. Con la muerte de Orsini, tres años después, toda Tesalia cayó bajo el control bizantino.